# Senayan City
Senayan City (ook wel Sen C) is een winkel-, hotel-, kantoor en appartementen complex in Senayan, Jakarta, Indonesië. Het complex bestaat uit zeven verdiepingen (vooral luxe) winkels, een kantoortoren, een appartemententoren, en een vijfsterrenhotel van Sofitel. Senayan City is gebouwd op 48.000 m2, waarvan de Bung Karnostadion Authority de eigenaar is. Het is gebouwd en wordt geëxploiteerd door Manggala Gelora Perkasa, een onderdeel van de Agung Podomoro Group. Het winkelcentrum is geopend op 23 juni 2006.

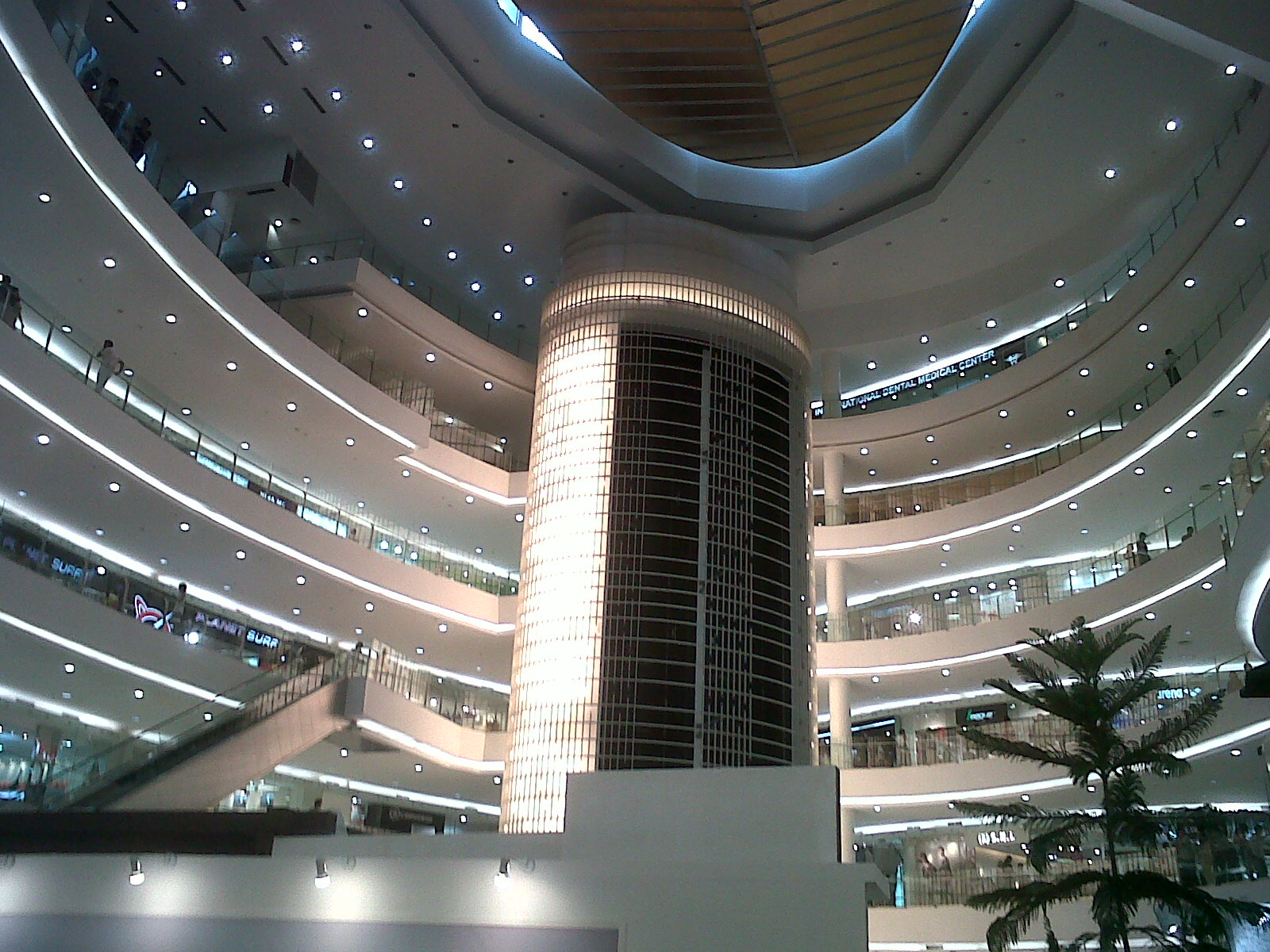
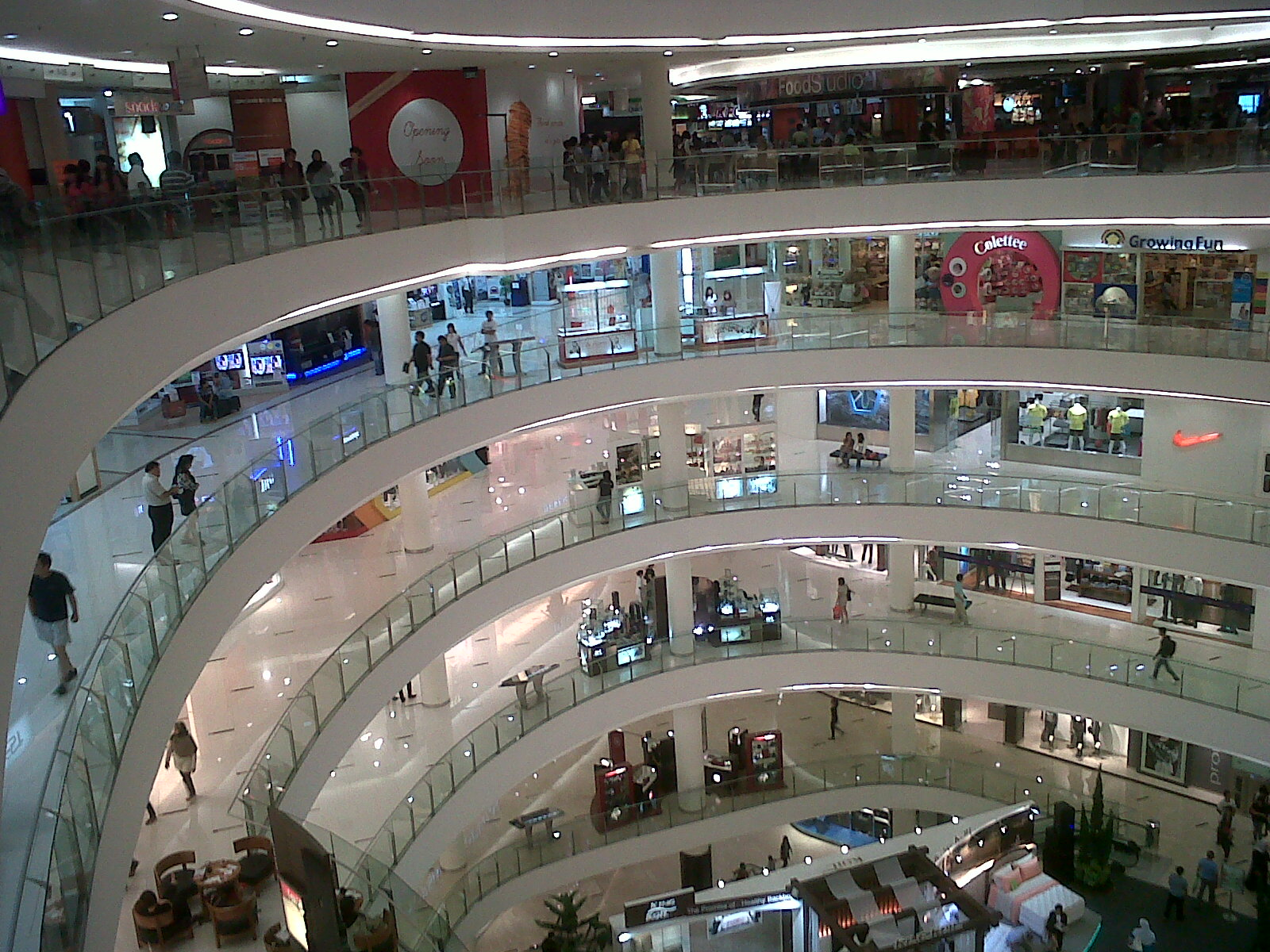